# Історія контент-аналізу
Контент - аналіз (англ. content analysis; від content — зміст) — формалізований метод вивчення текстової і графічної інформації, що полягає в переведенні інформації, що вивчається, в кількісні показники та її статистичній обробці. Характеризується великою упорядкованістю, систематичністю.
Класичний контент - аналіз - це суто кількісний метод, основним і центральним інструментом якого виступає система категорій. Найпростішим видом оцінювання категорій є підрахунок числа появи категорії (припускається, що між частотою появи змісту і значенням існує взаємозв'язок).
Задум контент-аналізу полягає в тому, щоб систематизувати ці інтуїтивні відчуття, зробити їх наочними і такими, що перевіряються і розробити методику цілеспрямованого збору тих текстових свідоцтв, на яких ці відчуття ґрунтуються. При цьому передбачається, що озброєний такою методикою дослідник зможе не просто упорядкувати свої відчуття і зробити свої висновки більш обґрунтованими, але навіть дізнатись з тексту більше, ніж хотів сказати його автор, бо, скажімо, наполегливе повторення в тексті певних тем або вживання певних характерних формальних елементів або конструкцій може не усвідомлюватися автором, але виявляє і певним чином інтерпретується дослідником – що звідси належить соціологові А.Г.Здравомислову напівжартівливе визначення контент-аналізу як «науково обґрунтованого методу читання між рядків».

## Зародження контент-аналізу
Аналоги найсучасніших методів можна знайти в анналах історії. Не є винятком і контент-аналіз.
Однією з перших спроб «моделювання комунікативних процесів» можна вважати опис Арістотелем(384–322рр. до н.е.) у його «Риториці» структури публічного виступу: мова складається з трьох елементів: самого автора, предмета, про який він говорить, та особи, до якої звертається. Інший видатний представник античності, державний і політичний діяч Древнього Риму, оратор Цицерон (106-43 рр. до н.е.) у своїх роботах з риторики особливу увагу приділяв урахуванню психології, інтересів і смаків публіки.
Ще одним попередником контент-аналізу можна вважати систему бального оцінювання в школах, яка дозволяла чисельно оцінити рівень знань учнів. Зокрема, уже в єзуїтських школах XVI–XVII ст. учні розподілялися за розрядами, позначеними цифрами. Одиниця мала значення вищої оцінки. Підвищуючи свій розряд, учень здобував цілий ряд привілеїв.
Ранній контент-аналіз розпочинався, як «текст» який систематизовано вивчався. Це були ранні інтерпретації біблії, ранній газетний аналіз, аналіз почерків, аналіз мрій.
Багато закордонних дослідників одностайно погоджуються, що першим задокументованим випадком контент-аналізу був проведений у Швеції в 1640 р. аналіз змісту апокрифічного видання 90 церковних гімнів «Пісні Сіону». Їхнє розповсюдження пов'язувалося з поширеними тенденціями недоброзичливого ставлення населення до офіційного лютеранства. Наявність або відсутність такої відповідності визначалися шляхом підрахунку в текстах гімнів релігійних символів і порівняння їх з іншими релігійними текстами, зокрема гімнами офіційної церкви та забороненими церквою текстами "моравських братів". Ураховувалася також і якість подачі символів — позитивна, негативна, нейтральна, складність стилю і контекст, у якому з'являлися ідеї.
Контент-аналіз зародився з потреб масових комунікацій і розпочався, як кількісно-орієнтований метод аналізу преси. Наприкінці XIX ст. — початку XX ст. у США з'явилися перші контент-аналітичні дослідження текстів газет, виробництво яких перетворилося в масове. Розроблені аналітичні методи систематичного, об'єктивного та кількісного опису матеріалів преси, які вийшли з американської школи журналістики, отримали назву кількісного газетного аналізу.
Однією з перших робіт, яка описує використання газетного аналізу, є дослідження Дж. Спіда «Чи газети сьогодні дають новини?», опубліковане в журналі «Форум» за 1893 р. Дослідження мало на меті зафіксувати зміни тематичної структури недільних випусків нью-йоркської преси в період з 1881 по 1893 рр.
Дослідженням функцій газет займався і Д.У.Уїлкокс, який у 1900р. в книзі «Американська газета у світлі соціальної психології»11 проаналізував зміст номерів 240 газет за один день, використавши таку класифікацію матеріалів:
- «новини», які поділені на воєнні та цивільні; останні, у свою чергу, діляться на міжнародні, політичні, новини про злочини та людські недоліки, інші новини;
- ілюстрації;
- «література»;
- думки (редакційні статті, листи);
- «реклама».

В 1910 р. на першому засіданні Німецького Соціологічного товариства «Макс Вебер» закликав використовувати контент-аналіз для оцінки охоплення пресою політичних акцій в Німеччині та вивчення громадської думки. Конкретною метою його мало стати вивчення ефектів впливу преси на тогочасну людину та культурні цінності, причому пропонувалося робити це шляхом безпосереднього застосування до вивчення газет таких базових вимірювальних і вибіркових інструментів, як "вирізання й осмислення". Але на жаль проект не реалізувався.
Контент-аналіз почав використовуватися і для аналізу інших видів документів. Зокрема, ранні використання контент-аналізу були спрямовані на перевірку правдивості історичних документів.

### Суть методу контент-аналізу
Метод контент-аналізу полягає у фіксації певних одиниць вмісту, який вивчається, а також у квантифікації отриманих даних.  Об'єктом контент-аналізу може бути вміст різних друкованих видань, радіо- і телепередач, кінофільмів, рекламних повідомлень, документів, публічних виступів, матеріалів анкет тощо.

### Перші систематичні дослідження преси XIX – поч. XX ст
Вперше на американському континенті формалізований аналіз змісту застосував Дж. Спід, надрукувавши у 1893 р. статтю «Чи дають зараз газети новини?». Дослідження Дж. Спіда було пов'язане з тим, що незадовго до цього газета «Нью-Йорк Таймс» значно збільшила свій тираж завдяки зниженню ціни за примірник з 3 до 2 центів і одночасного збільшення обсягу номерів. Він класифікував недільні випуски нью-йоркських газет за 1881-1883 pp. за темами, виміряв обсяг матеріалів за кожною темою в дюймах і порівняв цифри. Виявилося, що за 12 років нью-йоркські газети почали значно менше уваги приділяти таким темам, як література, політика, релігія, проте збільшилася площа, яку надавали на газетних шпальтах різним пліткам та скандалам.
Наступним дослідженням у галузі контент-аналізу, яке стало дуже відомим, є робота Д.Уілкокса . Він проаналізував зміст 240 щоденних американських газет за один день. Дослідник класифікував тематику газет за такими пунктами: 1) новини; 1. воєнні, 2) загальні, 2.1. міжнародні, 2.2. політичні, 2.3. злочини, 2.4. різне; 2) ілюстрації; 3) література; 4) думки (редакційні статті, листи); 5) реклама. Слід особливо відзначити той факт, що майже всі американські дослідники надають велику увагу вивченню того, наскільки об'єктивна та чи інша газета, чи неупереджені її матеріали.
1926 р. M.Уїллі в дослідженні "Провінційна газета"20 вже не зупиняється на тематичному дослідженні преси. Автор проаналізував номери 35 американських газет за шість місяців за 10 графами:
1) Політика,
2) Економіка,
3) Культура,
4) Сенсації, скандали, 
5) Спорт,
6) Персонали,
7) Думки (редакційні статті, карикатури),
8) Розважальні матеріали, 
9) Моди, оповідання, кулінарія, фотографії,
10) Суміш.
Насамперед він використав класифікацію газетних повідомлень за трьома параметрами:
- темою або тією сферою дійсності, яку ці матеріали відображають (наприклад, політика, економіка, література);
- формою (новини, передові статті тощо);
- їхньою комбінацією (наприклад, політичні новини)[9].

Досить глибокий аналіз соціальних функцій преси зробили у 1930 році дослідники С. Кінгсбері, Г.Харт, А. Кларк, які у праці "Новини і газети" розподілили газетні матеріали на три групи різної соціальної значимості:
1) новини, що стосуються особистих, суто споживчих інтересів читача; 
2) новини, що цікавлять читача як члена соціальної групи; 
3) сенсації. Залежно від пропорцій, в яких газета приділяла увагу цим групам новин, дослідники визначали соціальну цінність газети.
Дослідження новин Дж.Вудворда в американських ранкових газетах мало аналогічну ціль: за обсягом тематичних пластів оцінити суспільну думку, що формується газетою. Таким чином, поділ усієї газетної площі на визначені тематичні пласти, з'ясування частки, що припадає на кожен пласт, дозволили автору зробити відповідний висновок щодо газетної політики – прокоментувати переваги одних тематичних шарів на шкоду іншим.
Фундатором школи класичного контент-аналізу вважають американського дослідника засобів масових комунікацій Гарольда Лассуелла, який у 1920–1930-і рр. Основну мету вивчення текстів пропаганди Г.Лассуелл сформулював так: визначити, що пропагандист ставить у центрі уваги для досягнення очікуваного ефекту в аудиторії.
Значний вклад у розвиток теоретичних основ контент-аналізу зробили і найближчі співробітники Г.Лассуелла – Н.Лейтес, І.Пул, І.Яніс, Р.Фаднер, Д.Лернер. У рамках їхніх досліджень розроблялися методичні проблеми: вибір одиниці контексту при частотному підрахунку символів, способи перевірки результатів на обґрунтованість і зіставність тощо.
З появою нових медіа – радіо та кіно – контент-аналіз намагається охопити і їх. Типовими прикладами досліджень радіо тих років можна вважати роботи Дж.Ландберга (1927 р.) і В.Албіга (1937 р.), у яких аналізувалися програми радіопередач. У першому випадку досліджувалися на основі щоденних газетних оголошень усі нью-йоркські радіостанції за місяць, у другому – програми 9 американських і 1 англійської станції мовлення в період з 1925 по 1935 рр. Передачі класифікувалися за характеристиками в програмах (музика, програми для жінок, нариси, освітні передачі, спорт, новини, погода, церковні служби, реклама, політичні програми тощо).
Перші спроби досліджувати кіно в термінах і з позицій аналізу змісту відносяться до середини 1930-х рр. Історики контент-аналізу вважають першою роботою, де були застосовані методи кількісного аналізу змісту кіно, дослідження Е.Дейла.
Піонерською була й робота Д.Джоунс з дослідження продукції Голлівуду напередодні 1940-х рр. Автор з'ясовувала економічний, соціальний і родинний стан головних персонажів в аналізованих фільмах, стать, вік, національність, їхні життєві ідеали, засоби досягнення цілей, включення в соціальні групи. За результатами дослідження головні персонажі фільмів (їх в аналізованому масиві було 188) переважно добре забезпечені американці (на 50%), із середніх верств, їхні надії пов'язані зі спокоєм, доходом і повагою до себе. Для 68% – важливе кохання, для 26% – репутація і престиж, для 16% – безпека, для 14% – спосіб життя, для 10% – матеріальні блага, для 9% – право вести власну справу. Найістотнішим є те, що троє з кожних п'яти героїв мають у підсумку виконання своїх бажань. Саме такою була кількісна оцінка знаменитого "хепі-енд" американського кіно.
Б.Берельсон і П.Сальтер проаналізували белетристику (переважно короткі оповідання) з восьми найбільш популярних американських видань у період з 1937 по 1943 рр. Авторів цікавила національність дійових осіб, роль, яку вони відігравали у творі, і вид зображення – із симпатією, без симпатії тощо. За даними дослідження, у відібраних розповідях представники національних меншин порівняно зі "справжніми" американцями значно рідше виступали як "герої", а їхні образи найчастіше носили негативне забарвлення. Вони мали низький соціальний і економічний рівень життя, дуже часто були замішані в незаконних або щонайменше темних аферах. .
Багато прикладів використання контент - аналізу дала діяльність американської військової цензури в роки Другої світової війни. Багато прикладів використання контент-аналізу дала діяльність американської військової цензури в роки Другої світової війни. Перед експертами було поставлене завдання: абсолютно достеменно визначити, чи не є політична лінія певної газети або інформаційної агенції профашистською, що послаблює моральний дух американського народу і посилює його супротивників.

### Контент-аналіз пропаганди під час Другої світової війни і в післявоєнний час

##### Аналіз німецької пропаганди
Друга світова війна і післявоєнні події створили своєрідні випробувальні полігони для нового методу. Хоча на той час контент-аналіз починає застосовуватися в соціологічних, історичних і політичних дослідженнях, однак аналіз змісту пропаганди складає майже чверть усіх контент-досліджень в 1940 рр.
Англійський дослідник Джорж А. спільно з американськими фахівцями спрогнозував використання Німеччиною проти Великої Британії ракет «Фау-1» і балістичних снарядів «Фау-2» на основі аналізу пропаганди у Німеччині. Підставою для висновків було різке збільшення оптимістичних виступів лідерів третього рейху щодо подальшого ходу війни, а також відомості з інших джерел, у тому числі огляди та прогнози британських і американських військових експертів.
У 1940-х роках з'явилось 2 центри аналізу пропаганди:
1) Гарольд Лассуелл і його соратники, писали про політичну символіку, працювали з експериментальним відділом з вивчення комунікацій воєнного часу в Бібліотеці Конгресу США
2) Ганс Шпейер, який організував дослідний проект з тоталітарного спілкування в «Новій школі соціальних досліджень» у Нью-Йорку, зібрав дослідницьку групу в розвідці іноземних радіопередач Федеральної комісії зв'язку США (ФКЗ).
Аналіз пропаганди під час 1 Світової війни Г.Лассуелла виявив якими ж соціальними моделями поведінки маніпулювала пропаганда воюючих країн. Г.Лассуелл виділив такі ствердження: «ми захищаємось», «ворог підступний агресор», «ворог зруйнував райське благополуччя і тому повинен бути знешкоджений», «ми переможемо», «ворог буде знешкоджений». Після узагальнення був зроблений висновок, що стратегічні цілі полягають у:
1) збудженні ненависті до ворога,
2) зміцненні дружби з союзниками,
3) зміцненні дружніх стосунків з нейтральними країнами,
4) деморалізуванні супротивника. Вагомість цього дослідження збільшувало те, що його об'єктом були газети, бюлетені інформаційних агентств, журнали, церковні проповіді як у США й Англії, так і в Німеччині.

##### «Тест Лассуела»
Під час другої світової війни Г.Лассуелл розробив і застосував метод detection (виявлення). Він вміщує 8 тестів : 
- Пряме визнання — ідентифікація з ворогом; 
  - Однак, як зауважує О. Іголкін, антинаціональну діяльність могла довести лише наявність цих тверджень у сукупності, у системі.
- Паралелізм — збіг з ворожою пропагандою; 
  - Прикладом використання тесту "паралелізм" може служити наступний приклад. Фахівцями різного профілю було сформульовано 14 основних положень, які сходилися з тезами німецької пропаганди і були свідомо спрямовані проти США та Великої Британії:

- -     - США внутрішньо розкладені;
    - зовнішня політика США аморальна;
    - президент США гідний осуду;
    - Велика Британія внутрішньо розкладена;
    - зовнішня політика Великої Британії аморальна;
    - прем'єр-міністр В.Черчілль гідний осуду;
    - фашистська Німеччина справедлива і добропорядна;
    - зовнішня політика Японії морально виправдана;
    - фашистська Німеччина сильна;
    - Японія сильна;
    - США слабкі;
    - Велика Британія слабка;
    - союзники роз'єднані;
    - існує загроза США і світу з боку комуністів, євреїв і плутократів.
- Зв'язаність — збіг з цілями ворожої пропаганди; 
  - Головна ідея цьоготесту полягала в зіставленні того, як окремі події висвітлювалися різними виданнями, на чому робився акцент, які конкретно факти і твердження потрапляли або не потрапляли на сторінки.
- Презентація — баланс позитивного і негативного по відношенню до символів сторін; 
  - Під час Другої світової війни група американських соціологів проаналізувала дванадцять програмрізних радіостанцій США. Дослідниками було визначеноблизько тисячі символів, які ідентифікувалися з "об'єднаними націями" (країнами антигітлерівської коаліції) і "державами осі"(країнами фашистського блоку). Виявилося, що в усіх програмах, за винятком однієї, частота символів позитивнокорелювала з символами, що представляють "держави осі". Збільшення або зменшення одних символів викликало відповідні коливання кількості символів іншої групи. Отже, у передачах була закладена єдина пропагандистська схема.
- Джерело — надання переваги ворожому джерелу; 
  - Так під час Першої світової війни,  ще до початку вступу в неї США, інформація про бойові дії подавалася в "Нью-Йорк Таймс" на 70% з посиланнями на джерела в країнах Антанти і лише на 5% – у Німеччині й Австро-Угорщині.[19]
- Приховане джерело — публікація без вказівки на джерело;
- Своєрідність — використання слів, характерних для ворожої пропаганди;
- Перекручення — виключення інформації на користь ворога.[8]

На основі тесту «паралелізм» по 14 виділеним твердженням було перевірено газету «Галілеянин». За підрахунками американських фахівців, у газеті за період з 22 грудня 1941 р. по 2 березня 1942 р. було виявлено 1195 тверджень, які можна інтерпретувати як антиамериканські, і лише 45, що суперечать їм. Найчастіше в найрізноманітніших формах зустрічалися твердження, що США слабкі (317 разів) і внутрішньо розкладені (279 разів), протилежні їм пропозиції зустрічалися лише відповідно 5 і 26 разів. Такий «перекіс» Верховний Суд США визнав переконливим свідченням профашистської позиції газети й ухвалив рішення про її закриття.
Ще одним прикладом на цю ж тему є результати дослідження Г.Лассуелла і Н.Лейтеса публікацій газети «Щирий американець» за період 3 по 31 грудня 1943 р. Загалом виявилося, що профашистські заяви більше, ніж в 11 разів перевищували частоту проамериканських висловлювань, і Верховний Суд США на цій підставі також ухвалив рішення про закриття газети.
Прикладом тесту «зв'язаності» є порівняння текстів з описом однакових подій інформаційної агенції «Трансоушн» і газети-еталона «Нью-Йорк Таймс». Виявилося, що серед «додаткових» фактів і тверджень у «Трансоушн» 58 % сходилися з цілями фашистської пропаганди і лише 3 % — суперечили їм. Водночас серед тих, які потрапили на шпальти «Нью-Йорк Таймс», але були відсутніми в «Трансоушн», 48 % матеріалів суперечили пропагандистським установкам Німеччини. Таким чином, симпатії підозрюваного агентства виявилися цілком очевидними.
Зазнала невдачі пропагандистська кампанія США по збудженню антифашистського настрою у негритянського населення. В ході кампанії необхідно було підкреслити здобутки негрів у США і расистські погляди нацистів. Початком кампанії мала бути стаття відомого негритянського письменника, але вона не призвела до якогось зрушення суспільної думки. Чому? З допомогою контент-аналізу було з'ясовано, що 84 % її змісту було приділено тому, що набули негри в Америці, і тільки 16 %— тому, що чекає їх у разі перемоги Німеччини, а крім того підібрано ілюстрації, які не відбивали пропагандистського задуму.

##### Аналіз пропаганди СРСР
У повоєнний період увага зосередилась на дослідженні пропаганди у радянській пресі. В одному з таких досліджень вивчались статті в газеті "Московские новости", присвячені іншим країнам. Було встановлено, що співвідношення позитивних і негативних матеріалів про закордонні країни в 1938–1939 рр. було 69 проти 328. Тоді як 1903 позитивним статтям про СРСР протистояли лише 3 несприятливих.
У 1940 рр. за допомогою контент-аналізу з'ясувалося, що в радянській пропаганді виділяється декілька пластів, відносна значущість яких постійно змінюється. Дослідники виділили декілька типів лексики:
- стару «ліберальну»,
- революційну,
- троцькістську лексику «світової революції»
- національну.

Вивчалося, зокрема, співвідношення між словами — символами «світової революції» і «позареволюційною» національною символікою за період з 1918 по 1943 р. Виявилося, що якщо в досліджених гаслах 1920 р. кількість символів «світової революції» більше ніж у 10 разів перевершувала число національних символів, то з 1929 р. чітко простежується зростання питомої ваги національної символіки, а з 1931 р. — неперервне падіння інтересу до «світової революції». До 1943 р. в радянській пропаганді все, пов'язане зі світовою революцією, практично зникло.
Таким чином, контент-аналіз переконливо демонструє, як початкова більшовицька ідеологія змінювалася, причому рух йшов у напрямі відкидання ультрареволюційного і зміцнення національного ядра. Також надзвичайно важливою є постійна присутність у ЗМІ (і суспільній свідомості) великої кількості імен як символів – історичних і міфологічних, починаючи від Олександра Невського, Іллі Муромця та Давида Сасунського аж до Валерія Чкалова й Олександра Матросова. Очевидним стає факт, що відбувається процес активізації історичної пам'яті.
Розроблені методи виявлення ЗМІ, які проводять антинаціональну політику, визнані класичними і отримали назву «тестів Лассуелла» — за іменем керівника групи дослідників. Метою тестів було виявлення пропаганди визначеного типу в тих або інших матеріалах. Уся сукупність тестів дістала назву метод «виявлення» (detection). Метод «виявлення» включав такі тести: (Головна ідея цього тесту полягала в зіставленні того, як окремі події висвітлювалися різними виданнями, на чому робився акцент, які конкретно факти і твердження потрапляли або не потрапляли на сторінки. Саме за цими параметрами — такі, що не сходяться, а також присутні або відсутні твердження і факти — порівнювалися два видання: «еталонне» американське і підозрюване.)
- пряме визнання — очевидна ідентифікація з ворожою стороною; (Метод «виявлення» став яскравим прикладом виходу на характеристики комунікатора (автора чи замовника текстів) через аналіз створених ним текстів.)
- паралелізм — збіг змісту матеріалів досліджуваного каналу зі змістом матеріалів ворожого каналу;
- зв'язаність — відповідність потоку матеріалів проголошеним цілям ворожої пропаганди;
- презентація — баланс негативного і позитивного ставлення до символів обох сторін; (Тест «презентація» вивчає баланс символів, використовуваних протилежними сторонами.)
- джерело — переважання якого-небудь одного джерела; (У цьому тесті визначається співвідношення в інформаційному потоці матеріалів, наданих кожною з двох протидіючих сторін.)
- приховане джерело — часта публікація матеріалів без зазначення джерела;
- своєрідність — використання слів і зворотів, характерних для пропаганди ворожої сторони;
- перекручування — постійні перекручування тих чи інших висловлювань на загальні і конкретні теми в напрямку, вигідному лише одній стороні.

Після узагальнень, зроблених Би. Берелсоном, в США з'явилися багато досліджень, в яких контент-аналіз застосовується в різних наукових напрямах. Найцікавішою методичною новацією була методика «зв'язаності символів» Ч. Осгуда (1959), яка дозволяла виявити невипадково зв'язані елементи вмісту.
Західноєвропейські дослідники у використанні методу контент-аналізу спиралися в основному на американський досвід. Проте, тут теж з'явилося декілька оригінальних методик якісно-кількісного аналізу вмісту (Ж. Клейзер, А. Міль).

## Основні процедури класичного контент-аналізу
1. Виявлення смислових одиниць контент-аналізу, якими можуть бути:
- а) поняття, виражені в окремих термінах;
- б) теми, виражені в цілих смислових абзацах, частинах текстів, статтях, радіопередачах тощо;
- в) імена, прізвища людей;
- г) події, факти тощо;
- д) сенс апеляцій до потенційного адресата.

Одиниці контент-аналізу виділяються залежно від вмісту, цілей, завдань і гіпотез конкретного дослідження.
2. Виділення одиниць рахунків, які можуть збігатися або не збігатися з одиницями аналізу. У першому коді випадку процедура зводиться до підрахунку частоти згадки виділеної смислової одиниці, в другому коді — дослідник на основі аналізованого матеріалу і логіки сам висуває одиниці рахунки, якими можуть бути:
- а) фізична протяжність текстів;
- б) площа тексту, заповнена смисловими одиницями;
- в) число рядків (абзаців, знаків, колонок тексту);
- г) тривалість трансляції по радіо або ТБ;
- д) метраж плівки при аудіо- і відеозаписах,
- е) кількість малюнків з певним вмістом, сюжетом і ін.

3. Процедура підрахунку в загальному вигляді схожа із стандартними прийомами класифікації за виділеними угрупуваннями. Застосовується складання спеціальних таблиць, вживання комп'ютерних програм, спеціальних формул (напр., «формула оцінки питомої ваги смислових категорій в загальному об'ємі тексту»), статистичні розрахунки зрозумілості і аттрактивності тексту.
Метод контент-аналізу широко застосовується як допоміжний засіб в психології, соціології і ін. науках при аналізі відповідей на відкриті питання анкет, матеріалів спостережень, результатів психологічного тестування (зокрема, в проектних методиках), для аналізу результатів в методі фокусу-груп. Подібні методи використовуються також в дослідженнях масових комунікацій, в маркетингових і багатьох ін. дослідженнях. Контент-аналіз може використовуватися для дослідження більшої частини документальних джерел, проте найкраще він працює при відносно великій кількості одинпорядкових даних.

## Нові напрями розвитку класичного контент-аналізу
У першій пол. XX ст., окрім чисто прагматичного використання контент-аналізу для військових потреб і пропаганди, дослідники починають усе більше уваги приділяти розвитку самої методики аналізу та виробленню нових підходів до розв'язання проблем.

##### Б. Берельсон
Вихід у 1952 р. книги Б.Берельсона «Контент-аналіз у комунікаційних дослідженнях» стала першим підручником з контент-аналізу. У ній він навів власне розуміння контент-аналізу: що кількісний контент-аналіз являє собою «метод дослідження для систематичного, об'єктивного і кількісного опису очевидного змісту комунікацій»
У його основі лежить процедура сегментації змісту комунікації на окремі одиниці, прив'язка одиниць до деякої категорії і чисельне вимірювання кожної категорії. Іншими словами, мета класичного контент-аналізу: узяти вербальний (нечисловий) текст і перетворити його в кількісні дані. Під час цього первинний неопрацьований зміст перетворюється в деяку стандартизовану форму.
Окрім того, на думку Б.Берельсона, контент-аналіз повинен фокусуватися винятково на очевидних характеристиках тексту. Текстові аналітики не повинні бути інтерпретаторами, а концентрувати свою увагу на зовнішніх характеристиках змісту тексту, так званих «об'єктивних даних», наприклад, словах, ідіоматичних виразах, метафорах, які вони можуть безпосередньо ідентифікувати і підрахувати їхню абсолютну і відносну частоту згідно зі строго визначеними правилами.
Будучи стурбованим саме підрахунком кількості слів або фраз, контент-аналіз лише іноді пов'язує їх з деякими іншими оцінками, наприклад, ваговими коефіцієнтами.
Таким виглядає класичний контент-аналіз та його особливості. Проте саме вони стали надто жорсткими та обтяжливими обмеженнями, і метод почав поступово виходити за ці рамки. У ньому виразно вимальовувалися два напрями: спочатку інструментальний аналіз, а з 1940-х рр. — репрезентативний.

##### Інструментальний аналіз
Щодо першого, Ч.Осгуд, можливо, інтуїтивно, але надзвичайно слушно, зауважив: "Фактично, ми можемо визначити метод контент-аналізу як такий, що уможливлює інструментальний аналіз, якщо він виловлює (фіксує) елементи повідомлення, про які явно не сказано в ньому, що дозволяє відтворити справжню інформацію, незважаючи на стратегію самого джерела повідомлення". Іншими словами, контент-аналіз використовує слова як симптоматичний інструмент, на основі якого дослідник намагаєтьсядіагностувати предмет дослідження, визначаючи неусвідомлені або невідомі його характеристики.
Яскраві приклади інструментального аналізу представлені в роботі вже згадуваного англійського дослідника А.Джорджа "Аналіз пропаганди"57. У ній використовується підхід, який отримав назву некількісного методу аналізу змісту. При цьому для розгляду відношень між елементами ланцюжка "зміст – пропагандист – керівні органи" використовувалися екстралінгвістичні фактори.

##### Репрезентативний аналіз
На відміну від інструментального, репрезентативний аналіз допомагає досліднику класифікувати, помітити або зрозуміти той зміст, який укладає в повідомлення його автор або джерело інформації (і яке може істотно відрізнятися від справжнього змісту досліджуваного об'єкта). Ця різниця між двома підходами призводить до відповідної інтерпретації тексту: або з позиції предмета дослідження, як в інструментальному аналізі, або з позиції джерела інформації. Якщо дослідник підходить до тексту інструментально, то він інтерпретується в термінах теорії, яку сформулював дослідник на основі свого розуміння сутності предмета дослідження. Якщо дослідник розуміє текст репрезентативно, то тексти ідентифікують зміст, закладений у повідомлення автором тексту. Відповідно методи інструментального текстового аналізу використовуються для ідентифікації об'єкта дослідження, наприклад, індивідуальних або соціальних характеристик членів суспільства, про які вони, можливо, навіть не підозрюють; репрезентативний аналіз використовується, щоб охарактеризувати тексти з того боку, як його розуміє джерело інформації або як хоче джерело інформації, щоб його зрозуміли ті, кому тексти призначалися.

##### Новий поштовх у розвитку контент-анілізу
Величезним поштовхом до розвитку контент-аналізу мали нові ідеї Г.Лассуелла. У 1948 р. в роботі “Структура і функції комунікації в суспільстві” він сформулював нову системоутворюючу конфігурацію масової комунікації, запропонувавши тепер класичне означення акта комунікації: "ХТО – повідомляє ЩО – яким КАНАЛОМ – КОМУ – з яким ЕФЕКТОМ". Відповідно до цієї структури виділяються такі основні розділи дослідження комунікацій:
- аналіз управління процесами масової комунікації;
- аналіз змісту переданих мас-медіа повідомлень («контент-аналіз»);
- аналіз роботи самих «мас-медіа»;
- аналіз їхніх аудиторій;
- аналіз результатів («ефекту») масово-комунікаційного впливу.

При цьому Г.Лассуелл відзначає три досить значущі й очевидні функції процесу комунікації:
- спостереження за навколишнім середовищем для виявлення загроз суспільству і визначення можливостей здійснення впливу ззовні на цінності як суспільства в цілому, так і його складових частин;
- кореляція співвідношення складових частин суспільства

при його реагуванні на «поведінку» навколишнього середовища;
- передача соціальної спадщини від покоління до покоління[32].

Саме під впливом цих ідей аналітики масових комунікацій, і в тому числі контент-аналізу, перебували протягом наступних кількох десятиліть.

## Розвиток створення баз електронних документів
Найбільш важливим стимулом у розвитку комп’ютеризованого контент-аналізу стала зростаюча кількість та все більша доступність текстів та документів у електронній формі. Варто також зауважити, що переведення письмових документів у електронні (наприклад транскрипти аудіо записів інтерв’ю, протоколи фокус-групових обговорень, транскрипти бізнес-зустрічей, політичні промови тощо) є затратним та дорогим. І як зазначає Кріппендорф, хоча сучасні сканери значно покращують даний процес, проте все ще не надійно покладатися на них і все ще цей процес вимагає додаткової механічної обробки. «У 1970-х роках з’явилися перші консорціуми даних, через які соціологи могли поширювати між собою вартісні дані, але операції в цих консорціумах були затьмарені відсутністю стандартів та високоспеціалізованих даних».
Потім, в 1977 році Де Везе запропонував новий крок, який дозволив піти в обхід дорогих процес транскрибування. Таким чином його пропозиція полягала у тому, щоб газети Детройту були перенесені в електронний вигляд шляхом передачі верстки безпосередньо в комп’ютер. А проведення аналізу контенту газети відбувалося наступного ж дня після того, як ця газета вийшла друком. З цього часу програмне забезпечення для обробки текстів стало невід'ємною частиною внутрішніх операцій практично всіх організацій; персонал став створити цифрові тексти перш ніж вони з'являться на папері, використовувати електронні поштові системи та шукати в Інтернеті інформацію та матеріали для завантаження, які є релевантними до роботи. Сьогодні, дуже великий обсяг «сирих» текстових даних генерується кожен день в цифровій електронній формі, репрезентуючи майже кожну тему, що представляє соціальний інтерес. Електронні повнотекстові бази даних, до якої всі основні американські газети, багато соціальних, наукових та  юридичних журналів, а також багато корпорацій додають всі матеріали, котрі вони публікують. Їхня кількість щодня зростає в геометричній прогресії. Проте не зважаючи на це, всі матеріали стали легко доступними та недорогими для використання їх он-лайн. Додайте до цього обсягу електронних видань Також варто додати до даного зібрання і електронні публікації, пошуковий потенціал Інтернету, а також дані, котрі доступні з он-лайн дискусій між багатьма користувачами, які чудово можуть замінити фокус-групові дискусії та опитування у деяких емпіричних сферах. Все більша і більша кількість людей зацікавлена в різноманітті та багатстві цифрових даних, існує відповідний попит на потужні пошукові системи, підходящих комп’ютерних інструментів, програмне забезпечення, яке можна використовувати для управління текстом, системи шифрування, пристрої для моніторингу потоків електронних даних, а також програмного забезпечення для перекладу. В кінцевому рахунку всі виграють розвитку і комп’ютерного контент-аналізу, і від використання баз електронних документів.

## Інтернет як нова база даних
Якщо продуктивність дослідників раніше визначалася об'ємом інформації, що запам'ятовується, то тепер акцент навчання зміщується скоріше в бік освоєння різних технологій швидкої та кваліфікованого «видобутку» необхідної інформації, а також технологій її обробки: пошуку, систематизації, аналізу, встановленню зв'язків. Якісні зміни інформації обумовлені не тільки її доступністю і швидкістю придбання, але і принципово новими технологічними можливостями змістовного аналізу.
Бонч-Осмоловська  виділяє наступні значимі властивості доступної в мережі інформації, які впливають на зміни в технологіях аналізу текстів:

1) мобільність: надзвичайно швидко змінюється не тільки контент в Інтернеті, а й самі ресурси. Вони  перестають існувати або застарівають, виникають нові, засновані на більш «просунутих» технологіях; нові знання в будь-якій областіпрактично відразу ж стають доступними;

2) агрегація даних (агрегатори контенту): в мережі існує безліч порталів і сервісів, що надають інформацію, агреговану з різних джерел (наприклад, новинні сервіси пошукових систем Яндекс, Google, Yahoo тощо);

3) «рафінування» (підсвічування релевантних фрагментів, виділення об'єктів, таких як персони, організації, події тощо), виділення ключових слів (наприклад «хмари» тегів по сторінці), аналітичні резюме, в тому числі статистика згадувань деякого об'єкта, поняття; 

4) інтелектуалізація контенту (постачання фрагментів інформації гіперпосиланнями на авторитетні джерела: словники, енциклопедії, глосарії, онтології);

5) компресія: реферування, тегування, аналітичні статистичні графіки, діаграми тощо;

6) «хронографія»: сервіси, які дозволяють відслідковувати динаміку зміни деякого інформаційного об'єкта у часі;

7) візуалізація та інфографіка: наочне уявлення результатів аналізу контенту в зручній для швидкого аналізу у вигляді графіків, діаграм, семантичних карт, хмар, тегів, мереж тощо.

8) структурування: формальне подання знань у вигляді онтологій (впорядкованої системи концептів і відносин між ними); 

9) розвиток семантичного пошуку (пошуку в термінах сутностей, зв'язків між сутностями, фактів);

10) зв'язування даних і орієнтація на їх відкритість і інтероперабельність: публікації та зв'язування структурованих даних в Інтернеті.

## Корпусна лінгвістика
З появою комп’ютерів та збільшення можливостей для комп’ютеризації тестів контент-аналіз почав активніше використовуватися і у лінгвістиці.  Тут  уже  традиційною  проблемою  є  визначення авторства  художніх  і  наукових  творів.  Зокрема,  коли  перед Нобелівським  комітетом з присудження премій постала проблема  ідентифікації «Тихого  Дону»  М. Шолохова,  шведські вчені  провели  скрупульозний  аналіз  ряду  текстів  М. Шолохова, написаних  ним  у  різні  роки:  зіставлялися  довжина  речень, особливості  прикметників,  лексичний  запас  різних  творів тощо. Таким чином з  появою  електронно-обчислювальних машин застосування  контент-аналізу  в лінгвістиці істотно активізувалося. Відповідно, потрібне оновлення підходів у принципах навчання інформаційним технологіям, зокрема в роботі з масивами текстів та документів (так званими корпусними технологіями, до яких входить і корпусна лінгвістика).

### Сучасні корпусні технології
Корпусні технології — це технології роботи з корпусами текстів —  спеціально зібраними дослідником для вирішення деякої проблеми або вже наявними в Інтернеті. Корпус текстів являє собою зібрання текстів на певній мові в електронній формі, відібраних виходячи з деяких дослідницьких принципів. У корпусі тексти мають спеціальну розмітку, в якій закладається інформація як про характеристиках текстів (джерело, дата створення та інше), так і про мовні елементи тексту. Особливу роль відіграють національні корпуси, в яких представлені максимально всі жанри, типи та варіанти мови. Обсяг таких корпусів досягає сотень мільйонів слововживань. Параметри анотації дозволяють користувачеві швидко відбирати тексти, відповідні його дослідницької задачі. Чіткі принципи відбору текстів (якого типу тексти і в якій пропорції потрапляють в корпус), стандарти так званої «мета текстової» анотації, яка відображає жанр, тематику, дату створення, обсяг аудиторії та інші параметри текстів, дозволяють користувачеві робити вибірки підкорпусів практично з будь-якого параметру.

### Перші корпуси текстів
Поява перших текстових корпусів  припадає на 60-і роки минулого століття, однак з кінця 80-х  –  початку 90-х років вони почали активно використовуватися. В останні десятиліття минулого сторіччя зусилля багатьох країн були спрямовані на створення національних універсальних корпусів текстів з необхідними й достатніми кількісними та якісними параметрами для укладання на їхній основі словників і граматик національних мов. На сьогодні текстові корпусні ресурси вже існують для багатьох не лише європейських мов, а створення корпусу вважається за обов’язок по відношенню до національної мови (наприклад, Британський національний корпус (100 млн. слововживань); Великий корпус російської мови (100 млн. слововживань); Корпус австралійської періодики (300 млн. слововживань); Банк англійської мови (320 млн. слововживань); Корпус німецької мови (778 млн. слововживань) тощо), а в маленькій Словаччині існує навіть Інститут корпусного дослідження словацької мови. В Україні корпусна лінгвістика розпочала своє існування у 2009 році. Виникнення корпусу української мови визначене передумовами двох типів: перші – практичні, другі –  теоретичні. До практичних передумов належить наявність емпіричної складової у мовознавстві, картотечної традиції та комп’ютерних текстових ресурсів, а до теоретичних  –  певний цілісний погляд на мову як явище системне, чи певна наукова парадигма, що може слугувати або ж слугує підґрунтям для корпусної практики і теорії. Від самих початків становлення україністики чимало уваги приділялося спостереженню над мовним матеріалом, що мав форму або фольклорно-етнографічного, або літературного тексту, що було зумовлене істотним впливом порівняльно-історичного мовознавства, у площині якого українське мовознавство значною мірою залишається і сьогодні.

### Робота із корпусами
Використання граматичних фільтрів (пошук слів із заздалегідь заданими граматичними параметрами) можуть виявитися корисною не тільки для лінгвістів. Наприклад, якщо ми хочемо відповісти на питання: «Хто і які заходи проводить», то нас будуть цікавити контексти, в яких дійова особа (об'єкт пошуку) є активним в ситуації. На граматичному рівні активному учаснику, як правило, відповідає позиція підмета в реченні, тобто він виражається іменником в називному відмінку. Проста обробка результатів - можливість дивитися результати в різних форматах і по-різному їх упорядковувати може допомогти швидко оцінити дані, сформулювати робочу гіпотезу. Статистичний апарат, обслуговуючий корпус, може дозволити відстежити динаміку зміни вживання того чи іншого поняття, найбільш частотні та стійкі асоціативні зв'язки.
Використання додаткових лінгвістичних ознак може полегшити процедуру індексування та анотування матеріалу, формулювати більш складні запити до текстів, витягувати більш точну інформацію. Зручна видача та можливості по-різному її представляти, інфографіка, що дозволяє оцінити частоту знаходження того чи іншого слова, групи слів, поняття, можуть бути зручними інструментами не тільки для суто лінгвістичного аналізу.
Таким чином, національні корпуси мови можуть служити деяким тренажером для оволодіння різними методиками контент-аналізу. На прикладі аналізу того, яку інформацію можна витягти з таких лінгвістично «рафінованих» корпусів, можна уявити, якими додатковими можливостями повинні володіти спеціалізовані корпуси і програми для вилучення з текстів необхідної інформації, якими лінгвістичними анотаціями та технологіями було б корисно для цього скористатися. Створення загальних корпусів в деякій науковій області, метою яких було б забезпечити релевантними текстовими даними ту чи іншу галузь знань, з одного боку, а також відпрацьовувати технології вилучення необхідних даних по проблемної області, з іншого, безумовно, має перспективи як в навчанні, так і в наукових дослідженнях. 
Аналіз корпусних даних дає уявлення про мовні вирази, які є пов'язаними з деяким концептом, про асоціативні зв'язках, дозволяє розкрити деякі онтологічні особливості об'єктів, які відбиваються в текстах у вигляді мовних виразів для досліджуваних понять (наприклад, позитивно чи негативно забарвлені прикметники тощо). З іншого боку, в текстах ми оперуємо, насамперед, мовними виразами. При цьому один і той же концепт може бути названий по-різному в різних джерелах, у різних зібраннях текстів. Тобто корпус дозволяє отримати інтегральну картину поведінки мовних виразів, асоційованих з цим об'єктом, в різного типу текстах, що розрізняються жанром, тематикою, часом створення. Таким чином, корпусні технології припускають, що в межах одного корпусу ми можемо скласти об'ємний «стереоскопічний» мовний портрет деякого об'єкта чи концепту.
Крім того, інформація про деяке концепти може бути відображена і в структурованих джерелах: на порталах знань, в енциклопедичних і словникових джерелах. Таким чином, актуальним також залишається завдання розпізнати тотожні концепти в різних текстових джерелах, а також інтегрувати цю інформацію з інформацією з структурованих джерел. Інформація про структурованих джерелах, в свою чергу, дозволить точніше і повніше проінтерпретувати інформацію з тексту.

## Контент-аналіз в інформаційному суспільстві
Завдяки зростанню рівня доступності технологій та інформації комунікаційні процеси в інформаційному суспільстві набувають якісно нової форми. Із розвитком інформаційного суспільства збільшується масштаб та значимість сучасних засобів комунікацій. Фактично, з розповсюдженням інформаційно-комунікаційних технологій відбувається формування глобального інформаційного простору, в якому інформаційні потоки (цілеспрямований рух інформації з усіх сегментів суспільної сфери, який здійснюється усіма наявними інформаційно-комунікативними каналами від джерел до споживачів інформації) циркулюють між світовою аудиторією з великою швидкістю.
Глобальний інформаційний простір створюється передусім завдяки розповсюдженню мережі Інтернет. Так, станом на 2012 рік кількість користувачів Інтернет-мережею досягла позначки в 2,4 мільярди, а кількість вебсайтів становила 634 мільйони, причому ці цифри продовжують зростати. Крім того, здійснення комунікації часто передбачає використання соціальних медіа. Наприклад, у жовтні 2012 року кількість активних користувачів Facebook становила 1 мільярд осіб.
Цілеспрямований вплив інформаційних потоків може впливати на свідомість індивідів, груп індивідів та навіть цілих суспільств. На індивідуальному рівні інформаційні потоки впливають на судження, культуру, освіту, роботу, відпочинок, на інституціональному – на політику, економіку, релігію, на груповому – на почуття ідентичності, мобілізацію групи, участь у певних процесах, на міждержавному – на співробітництво або конфлікт, ресурси, транснаціональні корпорації тощо. 
Саме через високий рівень впливу інформаційних потоків на аудиторію й на всі сфери суспільного життя та зростання рівня інформатизації важливим є дослідження й контроль інформації, що передається у сучасному інформаційному суспільстві, особливо на рівні макроструктур, оскільки саме від достатності та достовірності інформаційних даних, якими володіють глобальні або національні суспільні системи, залежить якість ухвалених ними управлінських рішень.
Технологічний та інформаційний розвиток суспільства посприяв розвитку програмного забезпечення для контент-аналітичних досліджень. А доступність та розповсюдженість Інтернет-мережі спричинило появу величезного джерела матеріалів для аналізу. Для дослідження інформації на основі конкретних даних (текст, аудіо, відео, статичне зображення, мультимедійні дані тощо) застосовують контент-аналітичні методи. На сьогоднішній день контент-аналітичний метод є найефективнішим для систематичного та максимально об’єктивного дослідження тенденцій у великих масивах документів, які частіше за все представлені у вигляді текстових або вторинно вербалізованих даних.

### Сучасне програмне забезпечення контент-аналітичних досліджень
З розвитком інформаційних технологій кількість даних, що підлягають аналізу, збільшується настільки, що необхідні затрати ресурсів на їх аналіз без використання спеціалізованих комп’ютерних програм стають непомірно великими. Саме тому автоматизована робота з даними виходить на передній план. Використання систем автоматичного кодування дозволяє зекономити часові та фінансові ресурси, зменшити суб’єктивний вплив дослідника та швидко здійснювати аналіз великих масивів даних.
Але при цьому, сучасний розвиток комп’ютерних технологій є недостатнім для того, щоб програма могла здійснити повноцінний аналіз даних, оскільки комп’ютерні програми можуть лише закодувати послідовність символів, що є заданими в аналітичному словнику, та здійснювати математичні розрахунки даних без розуміння значення тексту. З цього випливає питання семантичної валідності: чи можливий адекватний, здійснений відповідно до дослідницьких задач автоматизований аналіз змісту текстових даних на основі послідовної бази у відриві від контексту? До того ж, процес аналізу даних за допомогою комп’ютерного забезпечення ще не є повністю автоматизованим. Навіть з використанням комп’ютерних програм, роль дослідника при проведенні процедури аналізу даних є достатньо великою. Спочатку дослідник має створити кодувальну книгу (файл, що містить пояснення аналітичних словників та способу, в який вони застосовуються), після чого постає питання про сам аналітичний словник. Так як сфера застосування вбудованих у програми словників є обмеженою, для досягнення максимальних показників надійності та валідності отриманих на виході даних досліднику варто створювати власний аналітичний словник для дослідження, що має бути максимально деталізованим для його «розуміння» програмою.
Сучасні комп’ютерні програми для здійснення контент-аналітичних досліджень можна умовно поділити на три групи за рівнем автоматизованості:
Повністю автоматизовані пакети програмного забезпечення, що містять у собі вже заздалегідь вбудовані аналітичні словники. Програми даного типу можуть бути застосованими для аналізу дуже великих масивів текстових даних, оскільки майже не потребують участі дослідника в здійсненні аналізу. Проте, повністю автоматизовані пакети програмного забезпечення не можуть використовуватися як самостійні інструменти контент-аналізу, оскільки вихідні дані все одно потребують подальшої інтерпретації дослідником, так як сучасний розвиток комп’ютерного забезпечення ще далекий від того, щоб програми могли самостійно розуміти текст. Прикладами таких програм є WordStat, Crawdad Text Analysis System, Diction, CATPAC та ВААЛ:
WordStat – програма використовується для вичленення та аналізу інформації, що міститься у великому масиві текстових документів. Програма підходить для застосування у науковій та бізнес сферах. WordStat дозволяє здійснювати контент-аналіз відкритих запитань, транскриптів інтерв’ю та фокус-груп, аналіз бізнес-аналітики та конкуруючих вебсайтів, виокремлювати інформацію зі звітів про інциденти та скарг клієнтів, проводити контент-аналіз наукової літератури, автоматично тегувати та класифікувати документи, виявляти авторство, шахрайство, та проводити патентний аналіз, розробляти таксономію та перевіряти тексти.
Crawdad Text Analysis System – програма розроблена спеціально для академічних досліджень, які вимагають здійснення детального та глибокого аналізу якісних даних. Crawdad Text Analysis System включає в себе такі функції як оцінка ключових слів, концептуальне мапування, інформаційний пошук, повнотекстовий пошук, порівняння, кластеризація та тематичний аналіз даних.
Diction – програмне забезпечення, що включає в себе ряд вбудованих словників, що досліджують текстові документи на предмет наявності в них 5 основних семантичних ознак (активність, оптимізм, впевненість, реалізм і спільність) та 35 суб-ознак  (включаючи стійкість, обвинувачення, амбівалентність, рухливість та комунікацію). Після виконання аналізу тексту користувача, програма порівнює результати для кожної з 40 словникових категорій для визначення «нормального розподілу оцінок», що визначається на основі понад 20 тисяч текстів в межах програми. Користувач може порівняти його тестові дані із загальним нормативним профілем всіх 20 тисяч текстів або з будь-якою з 6 специфічних підкатегорій текстів (бізнес, щоденне життя, розваги, журналістика, література, політика, гуманітарна освіта), що можуть надалі бути поділеними на 36 різних підтипів (наприклад, фінансові звіти, комп’ютерні чати, тексти пісень, газетні статті, повісті та оповідання, політичні дебати, вчення соціальних наук тощо). Крім того, Diction виводить необроблені частоти, відсоткові розподіли та стандартизовані оцінки даних. Для поглибленого аналізу можна створювати власні словники.CATPAC – програма зчитує текстові файли та створює різноманітну вихідну інформацію, для короткого викладу ідей, представлених у текстових даних. Програма виявляє закономірності вживання слів та видає такі види вихідної інформації як простий підрахунок слів, кластерний аналіз (з використанням лінійчастих графіків) та інтерактивний кластерний аналіз нейронних мереж.
ВААЛ – одна з небагатьох програм, що може працювати не лише з англомовними, а й з україномовними та російськомовними даними. Програма позиціонується як психолінгвістична експертна система, що складається з 4 модулів (фоносемантичний, контент-аналітичний, модуль роботи з жанрами та додаткові модулі). Автори програми заявляють, що ВААЛ дозволяє прогнозувати ефект неусвідомленого впливу текстів на масову аудиторію, аналізувати тексти з точки зору такого впливу, виявляти особистісно-психологічні якості авторів текстів, проводити поглиблений контент-аналіз тощо. Проте, програма ВААЛ, а особливо її фоносемантичний модуль, піддається критиці. Це пов’язано з тим, що, по-перше, методика розрахунку емоційних оцінок текстів заснована на експериментальних даних лінгвістичної теорії змістовності звукової форми в мові Олександра Журавльова, надійність якої ще не є остаточно доведеною. По-друге, практичне використання показало, що часто результати розрахунків, виконаних програмою, не є точними (при тому, що методологія, яку програма використовує для розрахунку не є до кінця зрозумілою). По-третє, використання даної програми дозволяє отримати вже готові характеристики тексту, що не передбачають подальшої інтерпретації дослідником.
Прості та універсальні пакети для підрахунку частот появи слів у текстах є більш гнучкими при використанні, проте все ще мають ряд недоліків, серед яких основними є відсутність категоризації підрахованих слів (відбувається викривлення результатів в бік службових частин мови, що у відриві від контексту є беззмістовними), а також рахування різних форм змістовних слів як окремих одиниць підрахунку. Другого недоліку можна частково уникнути застосувавши процедуру лематизації (виділення та підрахунок незмінних частин слів). Проте, дана процедура не є доступною для слов’янської мовної групи. Прикладами такого виду програмного забезпечення є такі програми як Yoshikoder, Concordance та HAMLET:
Yoshikoder – крос-платформна багатомовна контент-аналітична програма для аналізу текстових даних, що дозволяє завантажувати документи, конструювати або застосовувати вже готові контент-аналітичні словники, вивчати ключові слова в їхньому контексті та здійснювати первинний контент-аналіз будь-якою мовою. На виході Yoshikoder надає короткий огляд документів у вигляді або частотних таблиць слів, або відповідно до контент-аналітичного словника.
Concordance – дозволяє створювати повні конкорданси для текстів будь-якого розміру. Ключовий функціонал програми полягає у пошуку контекстів вжитих слів, що або задаються користувачем, або обираються ним з-поміж найбільш частотних. Для англомовних текстів у програмі передбачений механізм лематизації (виділення незмінних частин слів), що дозволяє отримати більш точні результати аналізу. За допомогою програми можна провести якісний контент-аналіз шляхом пошуку тематик, що представлені в текстових даних. Крім того, Concordance дозволяє задавати саме ті слова або словосполучення, які цікавлять дослідника, та створювати конкорданс лише для них. Застосовуючи дане програмне забезпечення, можна також створювати вебконкорданси та публікувати їх у мережі Інтернет.
HAMLET – головним призначенням програми є пошук у текстових файлах слів або категорій у заданому списку слів та розрахунок спільних частот у межах будь-якої вказаної контекстуальної одиниці в межах речень або у вигляді словосполучень у межах заданих проміжків слів. Програмне забезпечення застосовується як для вимірювання емпіричних властивостей тексту, так і для візуалізації отриманих даних. Частоти окремих слів або спільні частоти для пар слів подаються у формі обраних одиниць контексту, а відповідні стандартизовані спільні частоти організовуються в матриці подібності, що можуть бути представленими як поєднання кластерного аналізу та багатовимірного шкалювання, щоб визначити значущі слова-асоціації. Крім того, програма дозволяє порівнювати результати застосування багатовимірного шкалювання з матрицями загальних частот, попередньо отриманих з ряду текстів.
Напівавтоматичні пакети для ручного кодування даних. Даний вид програмного забезпечення дозволяє збільшити ефективність при роботі з даними, але їх складно застосовувати для роботи з великими масивами даних, оскільки велика частина робити в програмах здійснюється дослідником «вручну», а тому вимагає значних затрат часу. Напівавтоматичні пакети для ручного кодування даних частіше за все використовуються для проведення якісного контент-аналізу та контент-аналітичних кейс-стаді. Прикладами таких програм є Atlas.ti, MaxQDA та Transana. Ці програми дозволяють працювати як з текстовими, так і з мультимедійними даними.
Atlas.ti – програма для проведення якісного контент-аналізу. Дане програмне забезпечення для підкріплення інтерпретації тексту, керування текстом та вилучення концептуальних знань з документів (побудова теорії). Програма дозволяє користувачу власноруч обробляти дані. Atlas.ti містить можливості для розкриття та систематичного аналізу явищ, які відображені в неструктурованих даних. Atlas.ti працює з текстовими документами, графічними зображеннями, аудіо та відеозаписами, PDF-файлами та географічними даними. Програма дозволяє визначити місцезнаходження, закодувати й анотувати результати в основному матеріалі даних, зважити й оцінити їхню важливість та візуалізувати взаємозв’язки між ними.
MaxQDA – програмне забезпечення для кількісних, якісних та змішаних методів дослідження. Програма дозволяє імпортувати та категоризувати контент, створювати системи кодів та мемо. Програма працює з відео, аудіо, текстовими та графічними файлами. Доступні кодування за допомогою вербальних кодів, символів та навіть емотиконів. Для здійснення кількісного аналізу даних в MaxQDA існує опція додавання змінних до масиву контенту, підрахунку розподілення кодів для значень змінних, опрацювання результатів кодування кількісними методами. Програма підтримує роботу із словниками. У MaxQDA існує ряд варіантів візуалізації результатів аналізу. В програмі також представлена опція створення інтелектуальних карт. Програма дозволяє експортувати результати аналізу в різних форматах, створювати звіти, а також працювати в команді.
Transana – програма, що дозволяє інтегрувати текст, нерухомі зображення, аудіо та відео дані в одному аналізі, аналітично категоризувати й кодувати сегменти даних і зображення, використовуючи кодувальні форми, досліджувати закодовані дані  за допомогою текстових, географічних звітів та запитів, обробляти складні мультимедійні дані. Програма  виконує такі функції: 
o  Імпорт і аналіз мультимедійних даних;
o  Транскрибування, сегментування, кодування та мультимедійних даних;
o  Керування й аналіз для дуже великих колекцій мультимедійних даних;
o  Створення складних звітів й аналітичних інструментів для зручного дослідження закодованих даних;
o  Імпорт і аналіз текстових даних та зображень;
o  Можливість одночасного аналізу дкількох джерел даних;
o  Створення, редагування та експорт дослідницьких журналів з гіперпосиланнями.
Таким чином, на сьогоднішній день використання комп’ютерних контент-аналітичних засобів є достатньо розвиненим, проте, все ще існує ряд проблем, що можуть бути вирішеними лише завдяки подальшому розвитку комп’ютерних технологій. В інформаційному суспільстві повідомлення передаються у вигляді різнотипних даних, що часто складають великі масиви інформації, які не можуть бути повною мірою проаналізованими за допомогою сучасних видів програмного забезпечення. Найкращим чином ситуація склалася зі здійсненням контент-аналізу текстових даних, оскільки чинний технологічний розвиток дозволяє обробляти їх у великій кількості за відносно короткий час. Проте, для проведення контент-аналізу текстові дані мають бути переформатованими у «простий текст», оскільки аналіз здійснюється виключно для символьних послідовностей, без врахування інших особливостей тексту, що призводить до втрати інформації, що несе у собі формат вихідного тексту. Крім того, програмне забезпечення має бути вдосконаленим для уможливлення аналізу великих масивів даних іншого типу (наприклад, мультимедійних), що на даний момент не є можливим через ресурсозатратність процедури. 

### Контент-аналіз комунікативних взаємодій
Розвиток інформаційного суспільства передбачає збільшення значимості комунікаційних процесів, оскільки комунікація здійснює ряд суспільно-важливих функцій: поширення суспільних цінностей, знань, інформації, формування суспільної свідомості, поширення та розвиток соціокультурних норм, здійснення соціокультурного обміну, інтеграція та регулювання суспільних відносин, підготовка та сприяння участі громадськості в суспільній діяльності.  
Контент-аналітичні методи є доцільними для використання при здійсненні аналізу комунікативних процесів, оскільки саме вони дають змогу кількісно та якісно проаналізувати дані. При цьому, комунікація розглядається не просто як передача інформації від одного суб’єкта до іншого, а як соціальну взаємодія двох або більше суб’єктів, здійснювана за допомогою повідомлень.
Саме кількісний аналіз комунікації в інформаційному просторі є необхідним з огляду на те, що наразі існує велика кількість даних для аналізу. Зі зростанням популярності обміну повідомленнями в Інтернет просторі збільшується й кількість доступних для аналізу текстів комунікацій. Хоча й використання кількісної парадигми при проведенні контент-аналітичного дослідження комунікаційних взаємодій є досить розповсюдженим явищем та дає змогу прослідкувати тенденції перебігу комунікаційних процесів, а саме динаміку інформації, що передається, неврахованими залишаються такі характеристики комунікаційних взаємодій як суб’єктність та динаміка власне комунікації.
Для врахування цих характеристик було розроблено три показники комунікації між суб’єктами:
1.      Синхронність комунікації, що визначається за допомогою аналізу часових рядів, закодованих у тексті, та визначає, чи повідомлення суб’єктів комунікації стосуються спільних речей;
2.     Ініціативність комунікації визначається за допомогою використання двостороннього тесту причинності Грейнджера та показує, хто з суб’єктів комунікації є її ініціатором. Ініціатор комунікації певною мірою контролює перебіг комунікації у певний проміжок часу, оскільки спричиняє зміни у змісті комунікації іншого суб’єкта;
3.      Рівень консолідації вимірюється як різниця середніх (за тестом Стьюдента) між стандартизованими частотами появи ключових слів у кожному повідомленні суб’єктів комунікації. Показник визначає наскільки злагодженими та тематично подібними є висловлювання всередині кожної з груп комунікаторів.  
Таким чином, використання кількісних контент-аналітичних методів уможливлює аналіз комунікаційних процесів та дозволяє прослідкувати динаміку перебігу комунікації між суб’єктами та відношення між ними.